# Лукина (Шатровский район)
Лукина — деревня в Шатровском районе Курганской области. Входит в состав Дальнекубасовского сельсовета.

## История
До 1917 года в составе Мехонской волости Шадринского уезда Пермской губернии. По данным на 1926 год состояла из 69 хозяйств. В административном отношении входила в состав Дальнекубасовского сельсовета Мехонского района Шадринского округа Уральской области.

## Население
| 1989 | 2002 | 2010 |
| ---- | ---- | ---- |
| 22   | ↘14  | ↘7   |

По данным переписи 1926 года в деревне проживало 329 человек (151 мужчина и 178 женщин), в том числе: русские составляли 100 % населения.